# A União dos Jovens
A União dos Jovens (De Unges Forbund) é uma peça teatral do dramaturgo norueguês Henrik Ibsen, terminada em maio de 1869. Foi publicada em 30 de setembro de 1869, e representada no Christiania Theatre em 18 de outubro do mesmo ano.
Foi a primeira peça de Ibsen em prosa coloquial e marca uma mudança em seu estilo para o realismo, assim como a abdicação dos versos. Quando de sua representação, foi vista como um ataque à política liberal norueguesa e foi vaiada por alguns espectadores, entre eles Bjørnstjerne Bjørnson.

## Sumário
Tomando um rumo diferente da peça política anterior de Ibsen Os Pretendentes à Coroa, A União dos Jovens apresenta o protagonista Stensgaard, um idealista político que reúne um novo partido em torno dele, a “Liga da Juventude” ou “União dos Jovens”, e visa eliminar a corrupção da geração mais velha e trazer o seu grupo de "jovens" ao poder. Tramando para ser eleito, ele mergulha na intriga social e sexual, culminando com tal complexidade que, ao final da peça, todas as mulheres com quem ele prometia se casar ao mesmo tempo o rejeitam, seus planos para a eleição falham, e ele é expulso da cidade.

## Personagens
- Chamberlain Brattsberg
- Erik Brattsberg, seu filho
- Thora, sua filha
- Selma, esposa de Erik
- Dr. Fjeldbo
- Stensgaard, um advogado
- Mons Monsen
- Bastian Monsen, seu filho
- Ragna, sua filha
- Helle, tutor
- Ringdal
- Anders Lundestad
- Daniel Hejre
- Sra. Rundholmen, viúva
- Aslaksen, impressor
- A arrumadeira
- A servente da Sra. Rundholmen

Fonte:

## Produção

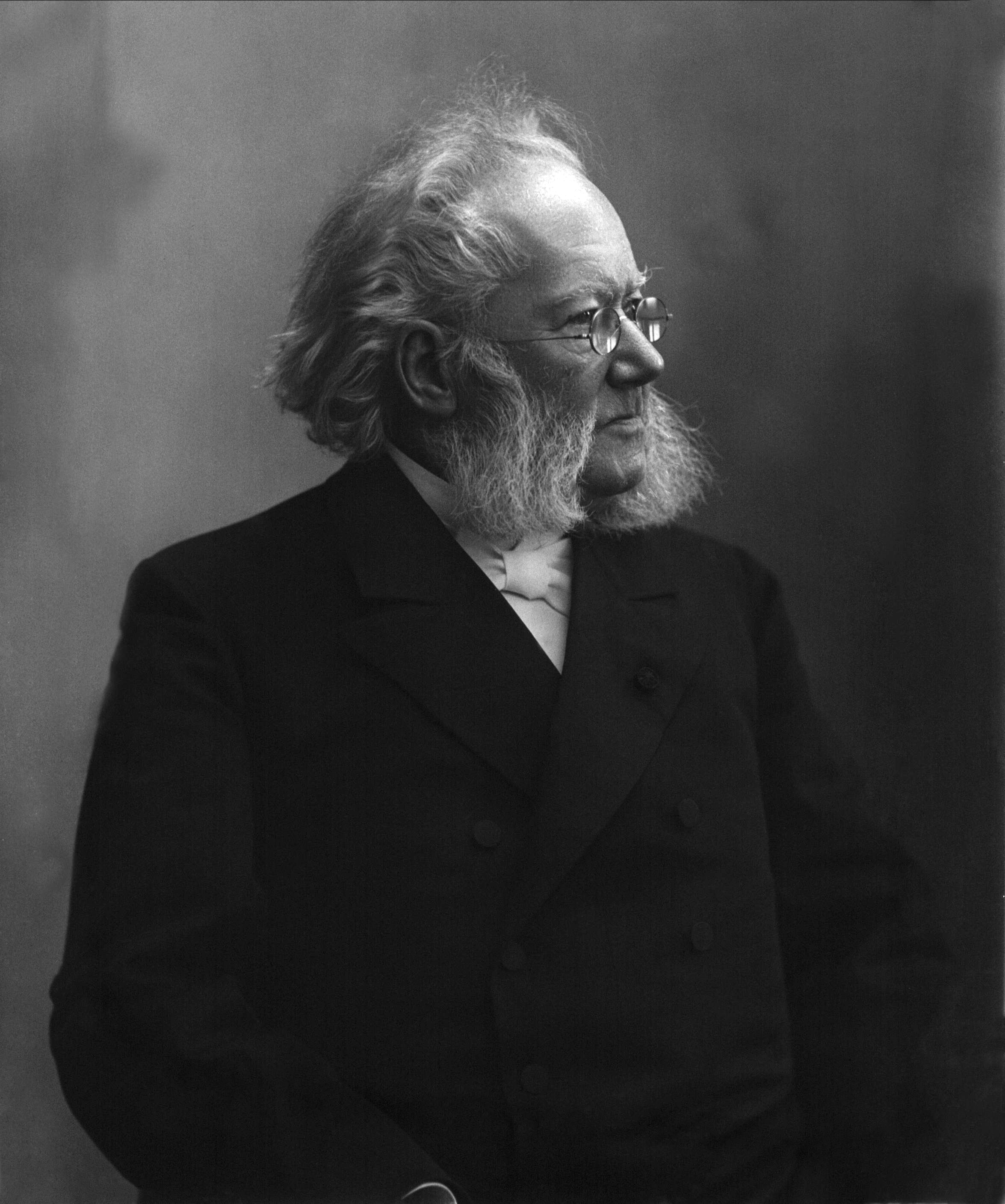
Henrik Ibsen fotografado por Gustav Borgen.

A estréia da produção foi sob aplausos e notas elogiosas por críticos nos jornais. No entanto, em sua segunda apresentação, tanto os conservadores quanto os liberais o acusaram, cada um referindo a peça como um ataque ao seu partido. Quando ambos os partidos assistiram a segunda apresentação, as vaias forçaram o gerente a implorar por calma e não houve interrupções. No final da peça, as luzes a gás foram desligadas, para forçar a multidão incontrolável para fora do teatro, e a discussão continuou nas ruas.
Apesar de popular e muitas vezes produzida na Escandinávia, raramente a peça tem sido encenada em outros lugares. No Reino Unido, em 1900, houve uma apresentação pela "The Stage Society", com Granville Barker como Erik, Robert Farquharson como Bastian e Edward Knoblock como um garçom.
Pensou-se, na época, que Ibsen poderia ter modelado seu personagem Stensgaard de acordo com o dramaturgo seu rival e líder do partido Liberal Bjørnstjerne Bjørnson, no entanto Ibsen negou tal conexão e escreveu uma carta de desculpas para Bjornson, mas passariam 11 anos até os dois reatarem a amizade.
O personagem central Stensgaard foi, na verdade, baseado na figura da vida real Herman Bagger, um forasteiro que chegou na cidade de Skien em 1830, se envolveu em jornalismo, foi eleito para um cargo político e foi mesmo envolvido com um escândalo envolvendo uma nota promissória. Outros personagens baseados na vida real incluem Daniel Hejre que foi um retrato carinhoso do pai de Ibsen. Aslaksen, o impressor, foi baseado em um amigo de juventude de  Ibsen chamado N.F. Axelsen, que imprimiu o jornal Manden ("O Homem"), que Ibsen havia editado durante nove meses.

## Considerações críticas
O biógrafo de Ibsen Robert Ferguson argumenta que a peça é engraçada porque ainda está livre da posterior preocupação de Ibsen com o poder do símbolo e de fazer de cada linha algo relevante para a questão principal. Como Ferguson diz: "Essa é a mais Holbergiana peça de Ibsen, uma comédia sobre a fraqueza humana que não termina, como algumas de suas peças posteriores, com a punição dos fracos".

## Publicação
O primeiro projeto foi iniciado em 21 de outubro, e o título inicial era “De unges Forbund eller Vorherre & Comp.”, mas Frederik Hegel, seu editor, o convenceu a largar o sub-título; temia acusações de blasfêmia. Ibsen escreveu três versões da peça (a primeira não sobreviveu) antes de ficar satisfeito. A versão final foi concluída em 28 de fevereiro de 1869, depois que passou nove semanas escrevendo.
A "União dos Jovens" foi publicada em 30 de setembro de 1869, em Copenhage, pela Gyldendalske Boghandel (Frederik Hegel), em uma primeira edição de 2000 exemplares. A reimpressão de 1500 exemplares já estava nas livrarias em novembro do mesmo ano.

## Tradução em língua portuguesa
A tradução do título tem sido diversificada. Literalmente, “De unges Forbund” seria em português “associação de jovens”, e a tradução do título defendida por Vidal de Oliveira, um dos primeiros tradutores das obras de Ibsen no Brasil, seria “A União dos Jovens”, título que se tem comumente mantido.
J.J. de Sá) também defende o título como “A união dos jovens”. Adones de Oliveira defende como “A liga dos jovens”. Jane Pessoa da Silva defende como título “A liga da juventude”, e Otto Maria Carpeaux defende o título “A Aliança da Mocidade”.